# Matasejún
Matasejún es una localidad española del municipio de San Pedro Manrique, perteneciente a la provincia de Soria, en la comunidad autónoma de Castilla y León. 

## Toponimia
Los dos elementos del nombre de la localidad, mata y sejún, corresponden a formación vegetal y prominencia rocosa.

## Geografía
Esta pequeña población de la comarca de Tierras Altas y del partido judicial de Soria está ubicada en el noreste de la provincia, en el límite con La Rioja bañado por el río Mayor en la vertiente mediterránea y afluente del río Alhama al sur de la sierra de Achena y al norte de la de Alcarama. Desde el punto de vista jerárquico de la Iglesia católica forma parte de la diócesis de Osma la cual, a su vez, es sufragánea de la archidiócesis de Burgos. La localidad está situada en la carretera provincial SO-P-1127 que comunica con la autonómica SO-630 que conduce en dirección norte a San Pedro Manrique.

## Historia
A la caída del Antiguo Régimen la localidad se constituye en municipio constitucional en la región de Castilla la Vieja, partido de Ágreda  que en el censo de 1842 contaba con 79 hogares y  316 vecinos.
A mediados del siglo XIX crece el término del municipio porque incorpora a Valdelavilla. 
A finales del siglo XX este municipio desaparece porque se integra en San Pedro Manrique, las dos localidades contaban entonces con  23 hogares y  85 habitantes.

## Demografía
| Gráfica de evolución demográfica de Matasejún entre 1842 y 1970 |
| |
| Población de derecho según los censos de población del INE Población de hecho según los censos de población del INEEntre el censo de 1857 y el anterior, crece el término del municipio porque incorpora a 425124 (Valdelavilla) Entre el censo de 1981 y el anterior, este municipio desaparece porque se integra en el municipio 42165 (San Pedro Manrique) |

En el año 1981 contaba con 19 habitantes, concentrados en el núcleo principal, pasando a 18 en 2010, 14 varones y 4 mujeres.
| Gráfica de evolución demográfica de Matasejún entre 2000 y 2010                                  |
|                                                                                                  |
| Población de derecho (2000-2010) según los censos de población del INE a 1 de enero de cada año. |

## Economía
Actualmente posee una decena de vecinos, pero es en época estival cuando se produce el regreso de familias que se encuentran emigradas a otras regiones del país. En el pasado sus habitantes vivían de la agricultura (labranza) y de la ganadería ovina (merinas); llevando sus ganados hacia el sur (Extremadura o Andalucía) a través de las Cañadas Reales Sorianas.

## Patrimonio
Tiene una iglesia bajo la advocación de Santa María y una ermita; siendo San Roque, el patrón del pueblo. (Fiesta el 16 de agosto).
Actualmente el día de San Roque se ha recuperado una tradición muy antigua: Las Mondidas y Mozo el Ramo. Son mozas del pueblo que van con un traje tradicional con unos cestos muy vistosos y bonitos, hechos artesanalmente a mano por los vecinos del pueblo, su peso supera los 10 kg. Lo llevan sobre la cabeza acompañando a San Roque en procesión hasta la ermita y vuelta a la iglesia. Ya dentro, se lo ofrecen a San Roque. Van acompañadas por el "Mozo el Ramo" y amenizadas por un grupo de gaiteros.
Esta celebración se hacía el día de La Trinidad, en el mes de junio.
Es una fiesta muy antigua de la época de la dominación musulmana, teniendo que ofrecer al jeque árabe un número de doncellas de todos los pueblos una vez al año.

## Arqueología
Se han descubierto huellas fosilizadas de dinosaurios (icnitas) en el paraje de las Adoberas, cercano al pueblo. (Ruta de las Icnitas en Soria).